# Distretto di Cumba
Il distretto di Cumba è un distretto del Perù nella provincia di Utcubamba (regione di Amazonas) con 9.070 abitanti al censimento 2007 dei quali 2.754 urbani e 6.316 rurali.
È stato istituito il 14 novembre 1944.